# Ford Galaxie
El Ford Galaxie o Ford Galaxy, era un cotxe de mida completa fabricat als Estats Units per Ford Motor Company, va sortir a la venda l'any 1959 i va deixar de fabricar-se en l'any 1974.
El nom va ser usat per als models superiors en la varietat de mida natural del Ford de 1959 a 1961, en una temptativa de màrqueting d'apel·lar a l'entusiasme que envolta la carrera espacial. El 1962, tots els Ford de mida natural portan posada la insígnia Galaxie, amb "500" i "500/XL" denotació de la sèrie més alta. 1965 va veure la introducció del Galaxie 500/SA, seguit de Galaxie 500 7 litres en 1966. Els Galaxie 500 part va ser llançada la sèrie LTD el 1966, i dels XL el 1967, però la sèrie bàsica que estructura nivells van ser mantinguts. Galaxie "regular" 500 va seguir sota de la Denimacion LTD per als Ford de mida normal de 1965 fins al final de la seva fabricació, l'any model 1974.
El Galaxie era l'homòleg d'alt volum al Chevrolet Impala. Alguns Galaxies eren d'alt rendiment, màquines de competició, un avantpassat més gran de l'era dels muscle car. Els altres eren berlines.
  
Una versió del cotxe també va ser produïda al Brasil sota els noms Galaxie 500, LTD i Landó, a partir de 1967 fins a 1983.
  
Hi ha un Ford Galaxie, un cotxe / minifurgoneta gran disponible al mercat europeu. El nom del vehicle és pres de l'original Ford Galaxie. Cal esmentar que també va competir en la sèrie  NASCAR entre 1959 i 1974.

## Història
1959 va veure la introducció del Galaxie en la línia de models de Ford, a mitjan any. Aquest any, la varietat de Galaxie va ser de sis models. Eren versions simplement d'alta qualitat de Ford que van competir amb el Ford Fairlane, i amb un roofline que imitava al Thunderbird. D'acord amb l'era, Galaxie 1959 era un vehicle d'acer cromat i pintat en dos colors. Aquesta era la mateixa imatge de cotxe d'americà de fins dels anys 1950, encara que una mica submís, que els seus competidors de Plymouth i Chevrolet.
  
Entre els models havia el Skyliner, presentant com un descapotable, amb capota dura retràctil que doblava en l'espai de maleter, aquest opció, cambra de maleter deixava un espai molt petit. Era impressionant però complicat, car i que danyava amb els doblats de la capota, no va durar molt temps, sent produït a partir de 1957-1959. El poder dels descapotables amb capota dura retractables han estat des de llavors usats per fabricants de luxe com el Mercedes-Benz, Lexus, i Cadillac, però en tots aquests casos el vehicle era una biplaça, permetent un mecanisme superior molt més petit que Skyliner. No abans de 2006, quan va aparèixer el Pontiac G6 convertible, va fer un altre model de mercat públic amb un seient del darrere apareix en aquesta categoria.

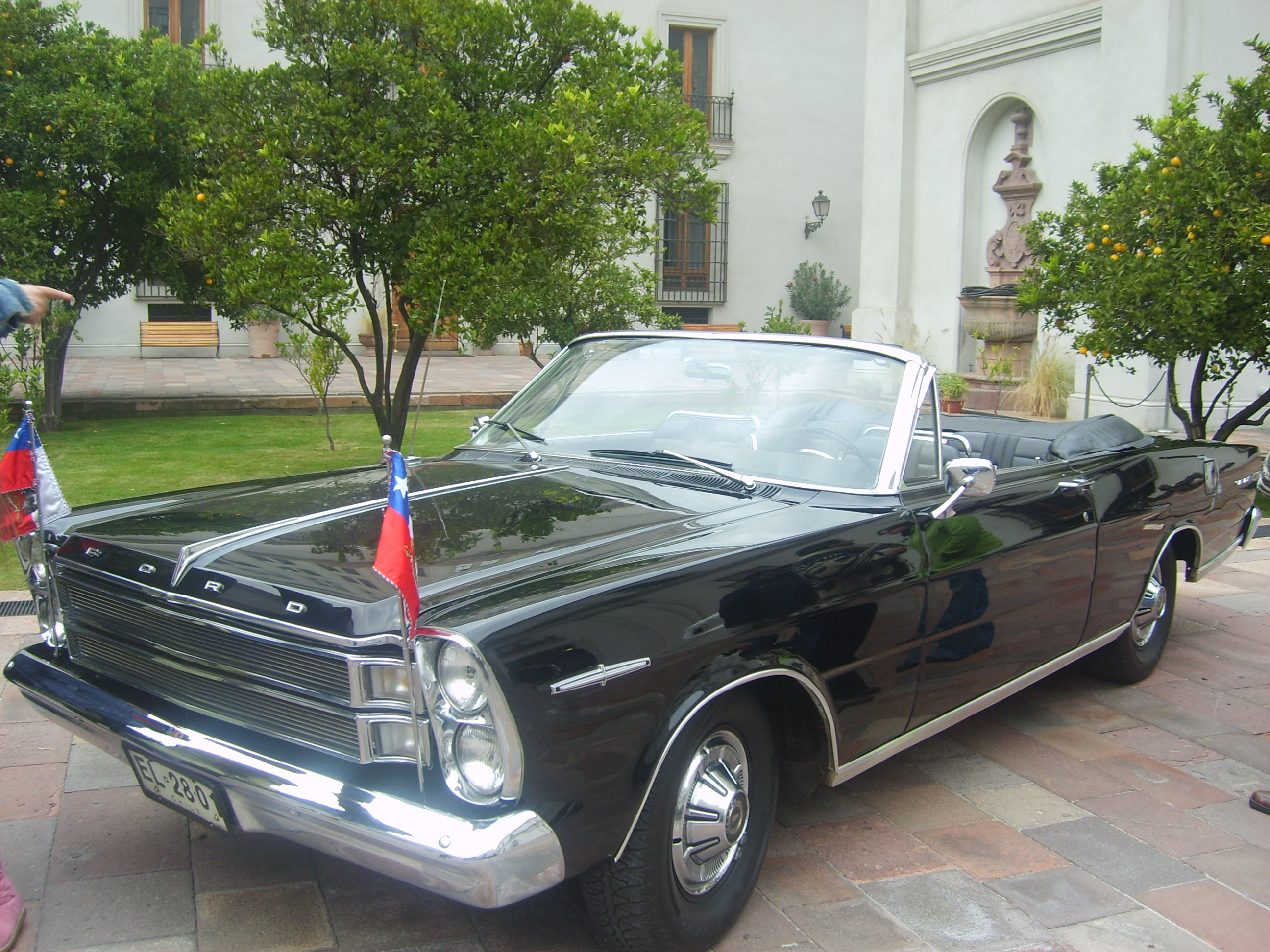
Ford Galaxie 500 XL de 1966 que serveix com transport del president de Xile.

Així mateix, aquest vehicle no només ha estat automòbil particular, sinó que també és el transport utilitzat pel president de la República de X
ile, en les cerimònies oficials més importants. El vehicle va ser un regal de la reina Isabel II d'Anglaterra. A més de transportar al president de Xile i als ministres de l'Interior i Defensa Nacional, ha traslladat, entre altres personalitats, el líder cubà Fidel Castro, a la Primera Ministra de l'Índia, Indira Gandhi, i al poeta Pablo Neruda. Aquest vehicle va trencar la tradició xilena d'ús de carruatges en les cerimònies de traspàs del poder, que s'havia mantingut fins a 1970.
Els cotxes construïts per fàbrica es van sotmetre al seu primer nou estil principal per 1959. Un model de l'any anterior també era 352 V8, encara desenvolupant 300 cavalls de força (220 kWs).

## Generacions
- 1959
- 1960 - 1964
- 1965 - 1968
- 1969 - 1974

### Galeria d'imatges

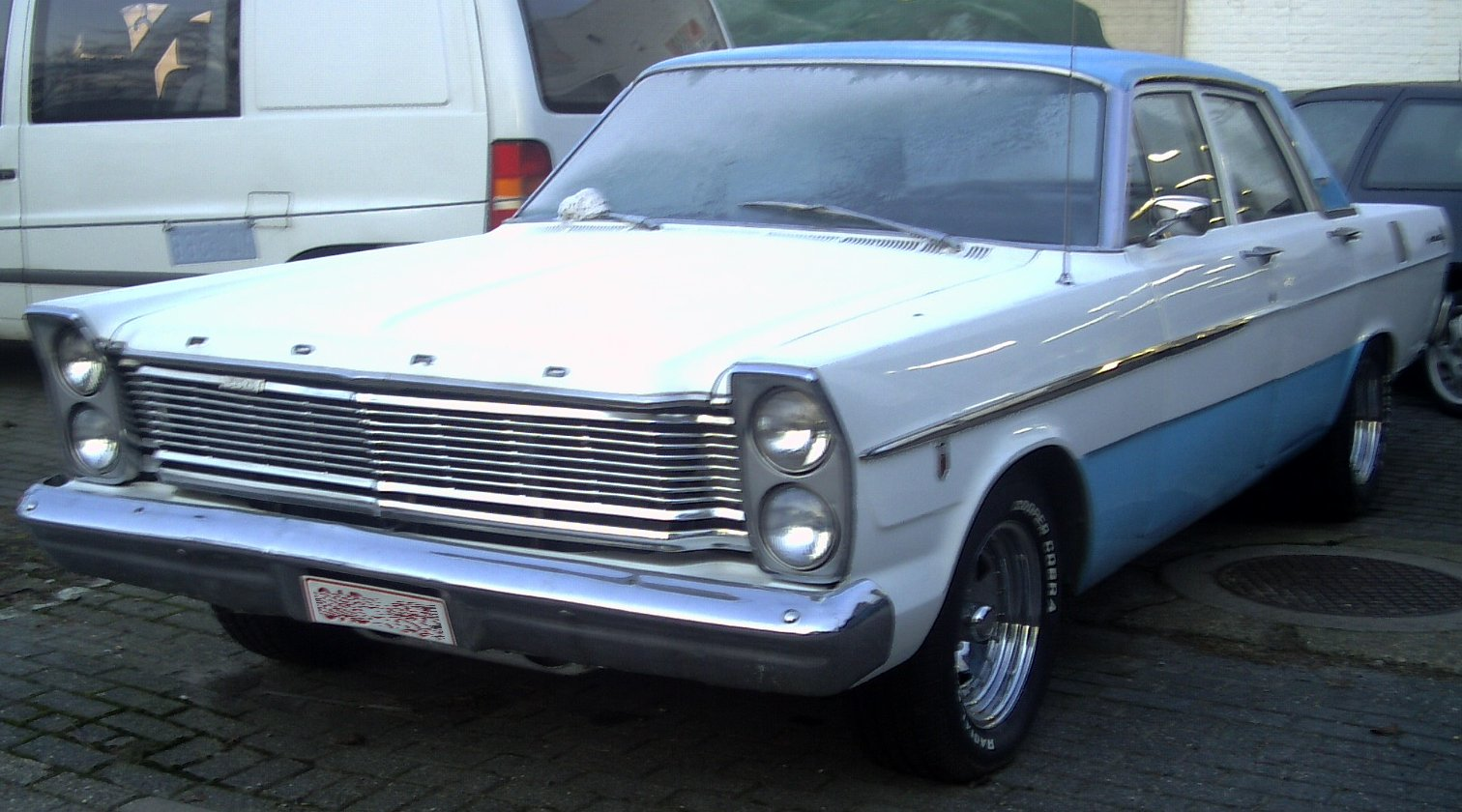
Ford Galaxie de 1965.
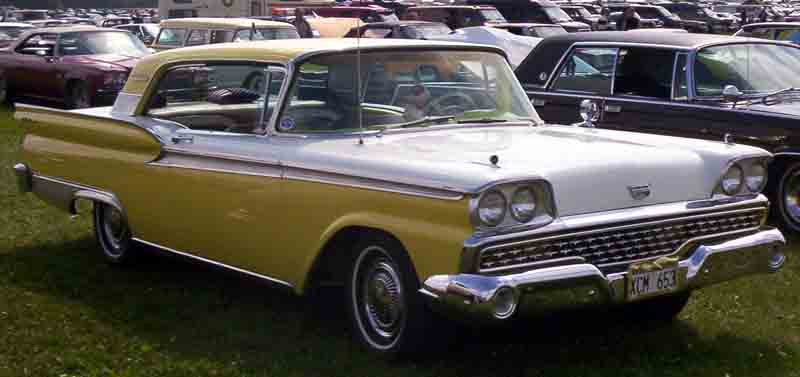
Ford Galaxie 1959
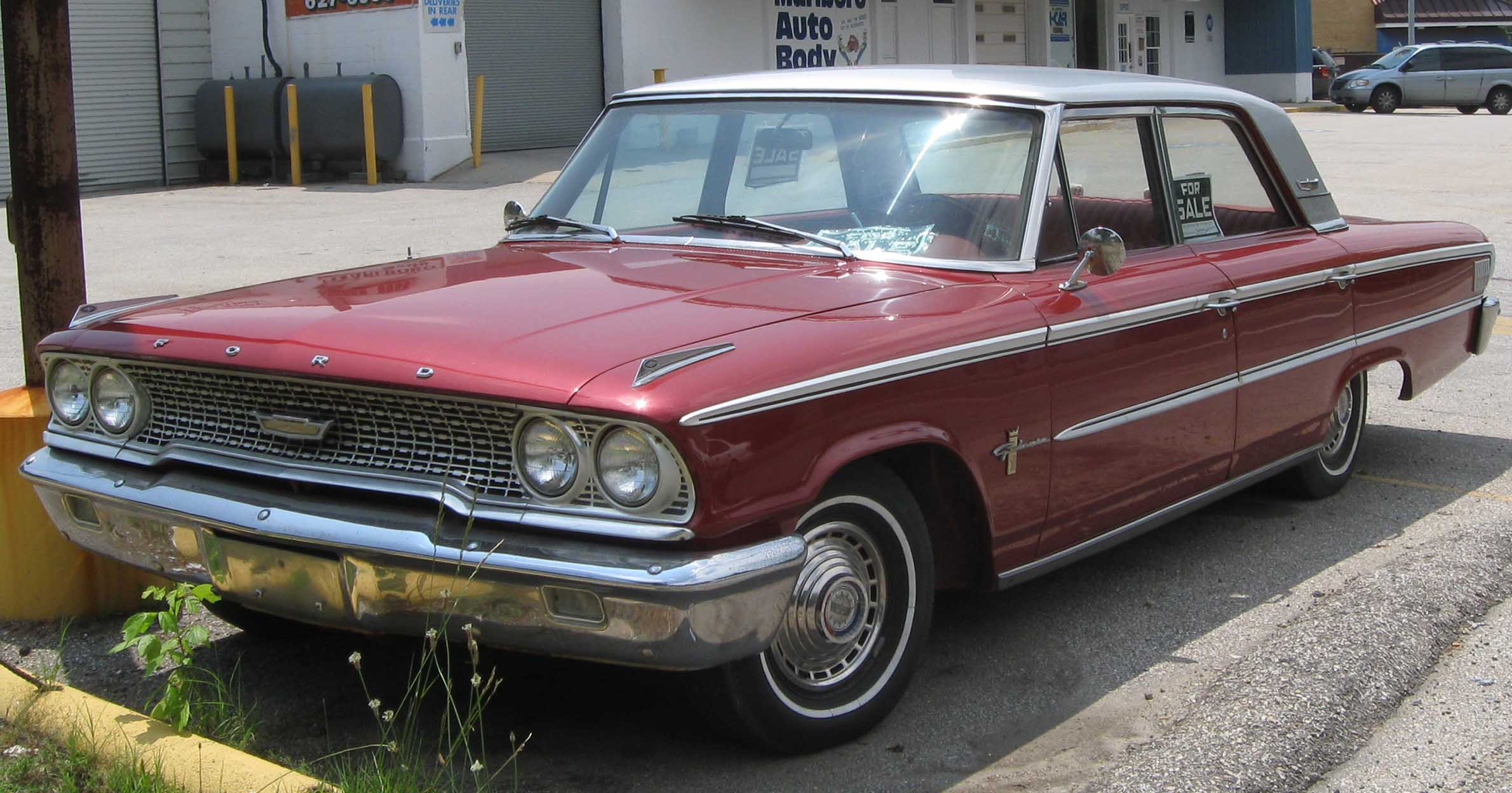
Ford Galaxie 1963
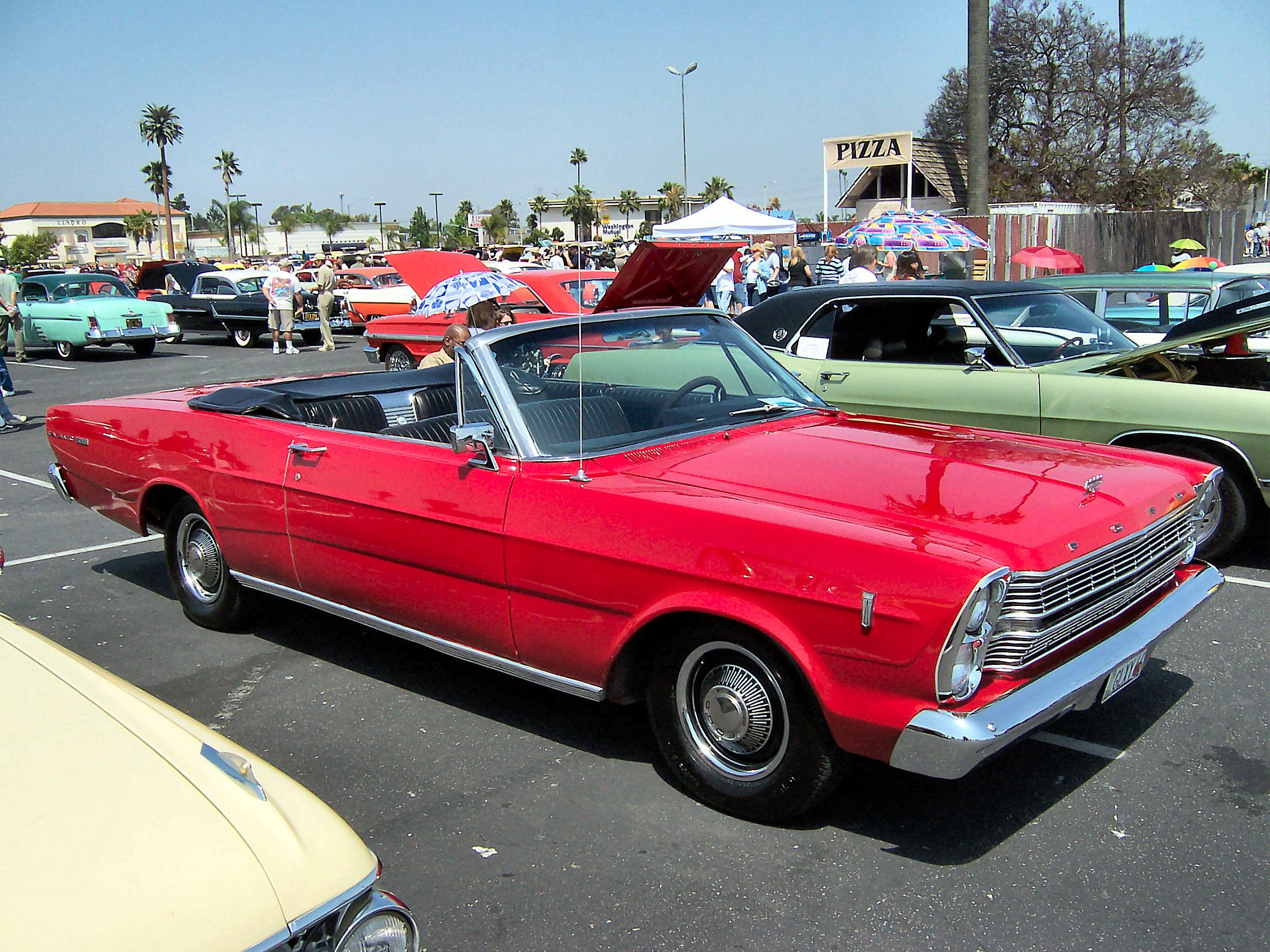
Ford Galaxie 500 convertible
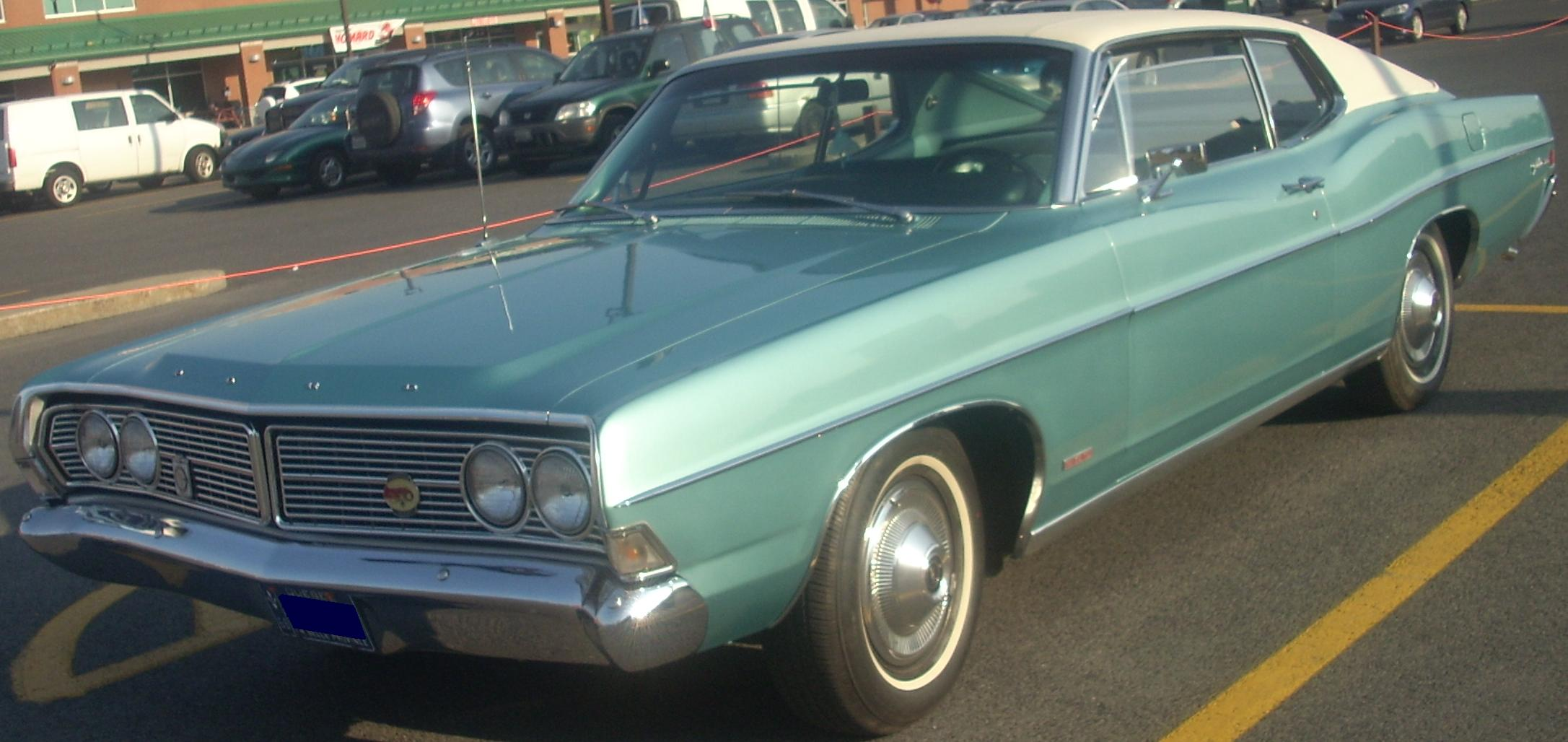
Ford Galaxie 500 cupè 1968
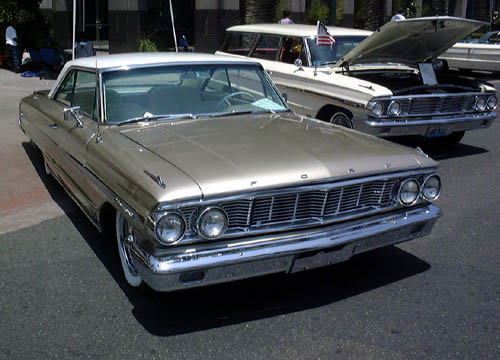
Ford Galaxie 1964
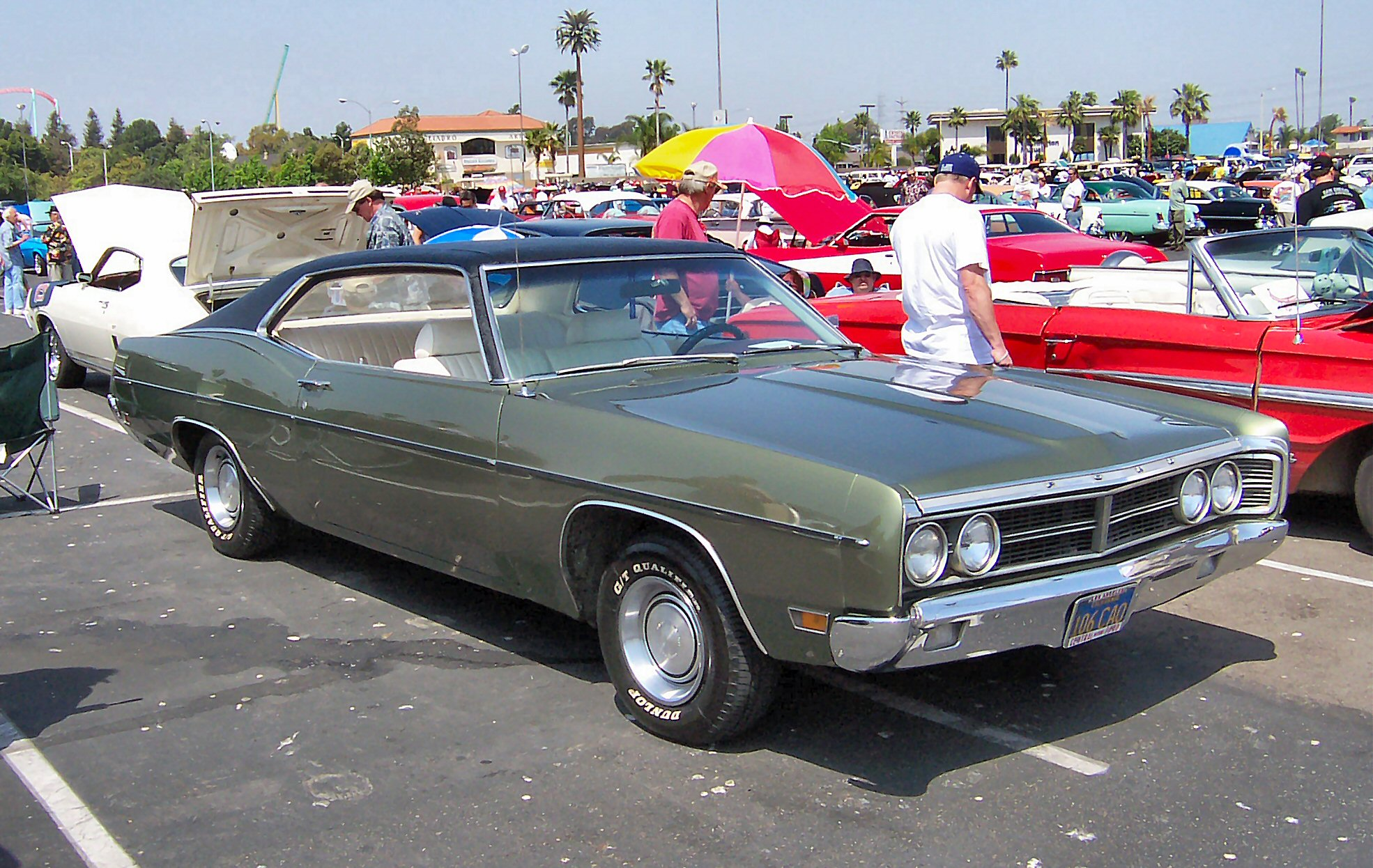
Ford Galaxie 500 1970
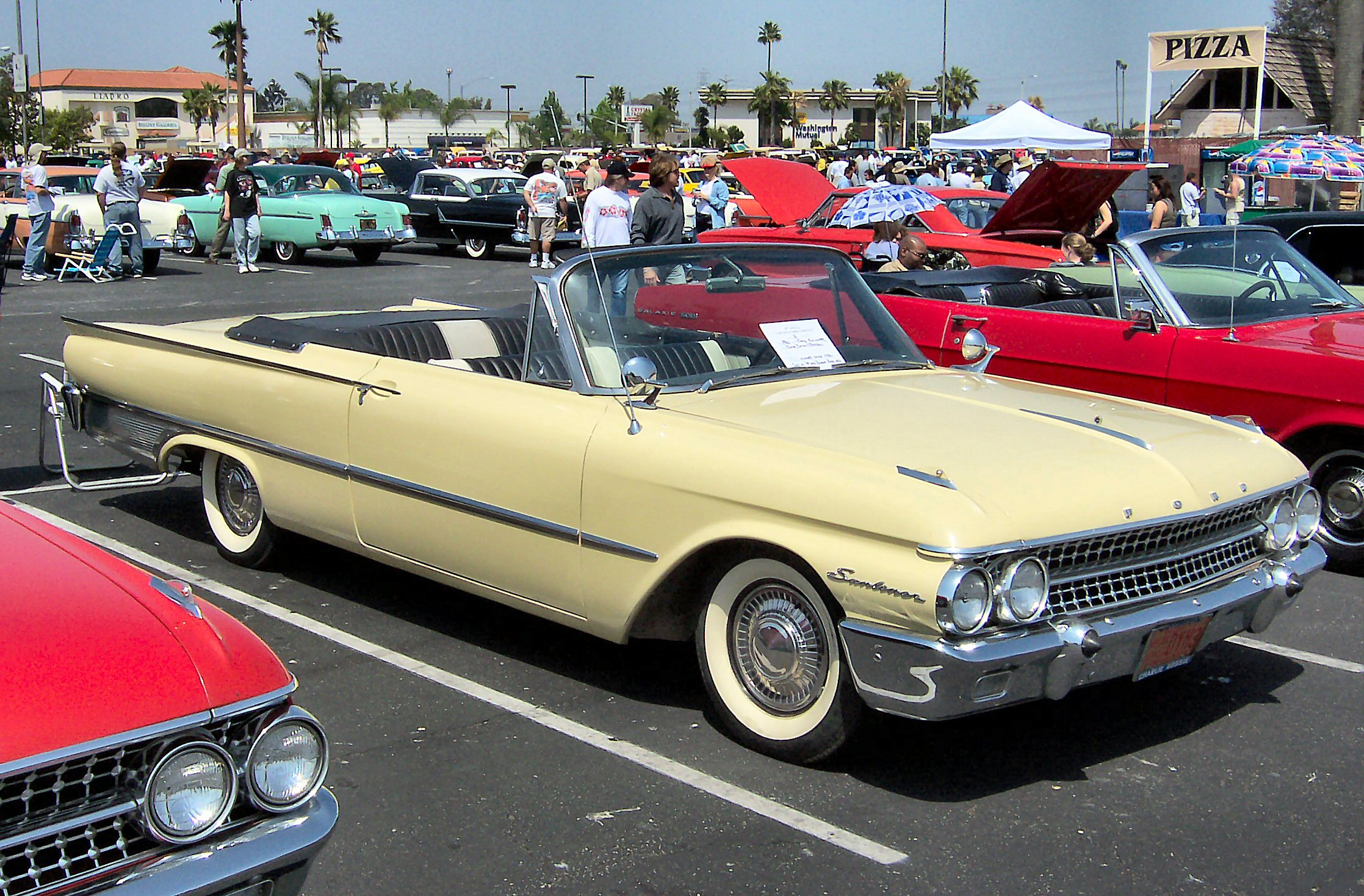
Ford Galaxie sedan Sunliner descapotable model 1961